# The Mandela Catalogue
The Mandela Catalogue es una serie web de terror analógico concebida por el YouTuber estadounidense Alex Kister en 2021. Ambientada en el ficticio condado de Mandela, Wisconsin, la trama gira en torno a la invasión de los «alternos», entidades de otro mundo que emplean diversas formas de tortura psicológica para suplantar a sus víctimas como «doppelgängers».

## Contexto y género
La serie web se desarrolla principalmente entre los primeros años 1990 y a finales de los 2000, The Mandela Cataloge tiene lugar en el ficticio condado de «Mandela», situado en Wisconsin. Este condado está atormentado por la presencia de entidades cambiantes conocidas como «alternos». Estos seres, liderados por una encarnación del arcángel Gabriel, son prácticamente inmortales y tienen la intención de erradicar a la humanidad. Lo hacen torturando a sus víctimas psicológicamente hasta el punto del suicidio, una condición identificada en el universo de la serie como TCM (MAD) o Trastorno de la Conciencia Metafísica. Además, manipulan medios audiovisuales como televisores, computadoras personales e incluso sistemas GPS de vehículos como parte de sus maquinaciones. 
La serie contiene varias alusiones bíblicas, destacando referencias como el Arca de Noé, Adán y Eva, María y José, y el nacimiento de Jesús. Implícitamente sugiere que los «alternos» son, en realidad, manifestaciones de demonios bíblicos, y que Gabriel, lejos de ser un arcángel benevolente, se revela como una encarnación de Satanás oculta bajo su disfraz.  
The Mandela Catalogue consta de 8 cortometrajes divididos en 4 volúmenes distribuidos en dos actos, cuyo primer cortometraje se lanzó el 9 de junio de 2021. Se clasifica dentro del subgénero del terror conocido como terror analógico. Sus entregas suelen presentarse como material de metraje encontrado o desde la perspectiva de los personajes del universo y/o sus dispositivos electrónicos. La mayoría de las entregas del Acto I se presentan con una estética VHS, mientras que las del Acto II adoptan un estilo de videos digitales antiguos, lo que refleja el cambio en el período de tiempo representado.

## Desarrollo y producción
The Mandela Catalogue fue creado por el estudiante Alex Kister cuando apenas tenía 17 años, en Richfield, Wisconsin, durante su tiempo en la universidad. Este proyecto surgió como una serie de videos cortos que dieron inicio en 2021. Marcó el primer paso de Kister en el mundo del cine. Inicialmente, Kister creó «overthrone» como un video sin continuación, basado en un proyecto de escritura de la escuela secundaria. Su idea original era transformar dibujos animados infantiles en algo más inquietante y espeluznante.
La serie tomó impulso debido a la considerable popularidad del video inicial, llevando a Kister a decidir expandir el universo de Overthrone en una serie continuada. El nombre de la serie, «Mandela», proviene del famoso Efecto Mandela.
Con un presupuesto limitado o prácticamente inexistente, Kister se valió de una edición básica para sus producciones. Las escenas se filmaban en su casa, con amigos interpretando los personajes a través de imágenes fijas y voz en off. La madre de Kister incluso participó como actriz suplente en el Volumen 1 de la serie.
En una entrevista con GQ, Kister compartió su deseo de desarrollar el horror a través de «sobresaltos que provoquen una reacción fisiológica en lugar de una reacción psicológica».
Kister reveló que la serie comenzó como una vía de escape creativa para lidiar con crisis existenciales, particularmente en torno a temas de religión y cristianismo. Además, la serie se inspiró en el aislamiento y la sensación de pérdida de seguridad que experimentó Kister como consecuencia de la pandemia de COVID-19.
En octubre de 2022, Kister colaboró con Makeship para lanzar productos relacionados con la serie, marcando un hito en la expansión del universo de The Mandela Catalogue.

## Episodios

### Acto I (2021-2022)
| N.º | Título                           | Dirigido por | Escrito por      | Duración | Lanzamiento original     |
| --- | -------------------------------- | ------------ | ---------------- | -------- | ------------------------ |
| 1   | «Overthrone»                     | Alex Kister  | Alex Kister      | 4:01     | 9 de junio de 2021       |
| 2   | «The Mandela Catalogue Vol. 1»   | Alex Kister  | Alex Kister      | 15ː08    | 9 de agosto de 2021      |
| 3   | «Intruder Alert»                 | Alex Kister  | Alex Kister      | 5ː47     | 17 de agosto de 2021     |
| 4   | «metaphysical awarness disorder» | Alex Kister  | Alex Kister      | 2ː06     | 30 de septiembre de 2021 |
| 5   | «exhibition»                     | Alex Kister  | Alex Kister      | 8ː32     | 30 de octubre de 2021    |
| 6   | «The Mandela Catalogue Vol. 2»   | Alex Kister  | Alex Kister      | 20ː34    | 18 de enero de 2022      |
| 7   | «The Mandela Catalogue Vol. 333» | Alex Kister  | Alex Kister      | 26ː40    | 3 de junio de 2022       |
| 8   | «every day gets brighter"        | Alex Kister  | Teenage Disaster | 2ː26     | 6 de junio de 2022       |

### Acto II (2022-presente)
| N.º | Título                           | Dirigido por | Escrito por | Duración | Lanzamiento original    |
| --- | -------------------------------- | ------------ | ----------- | -------- | ----------------------- |
| 1   | «interlude»                      | Alex Kister  | Alex Kister | 3ː22     | 5 de septiembre de 2022 |
| 2   | «The Mandela Catalogue Vol. 4»   | Alex Kister  | Alex Kister | 40ː02    | 25 de noviembre de 2022 |
| 3   | «mandela catalyst"               | Alex Kister  | Alex Kister | 7ː49     | 15 de abril de 2023     |
| 4   | «The Mandela Catalogue - Presto» | Alex Kister  | Alex Kister | 6ː18     | 11 de agosto de 2023    |
| 5   | «The Mandela Catalogue - Vol. 5» | Alex Kister  | Alex Kister | 33:06    | 24 de junio de 2024     |

## Elenco

### Protagonista
- Alex Kister como Mark Heathcliff, el Alterno del Volumen 333 y Dave Lee
- Andrew Long como Cesar Torres (y su Alterno)
- Ty Osborne como Adam Murray
- Thorne Baker/Teenage Disaster como Thatcher Davis
- Spidey como Evelin Miller
- Rachel Ridley como Sarah Heathcliff
- León Rodríguez como Stanley, Narrador del Génesis y El Intruso
- Kyle Denigris como Gabriel

### Personaje de apoyo
- Faith Cunningham como la madre y "mujer" de César
- Michelle Strohwig como presentadora de radio y el Alterno de Cesar
- Gabriel Linán como Jonah Marshall
- Michael Vale/Requiem de voz en off como Jude Murray, narrador de televisión, reportero número 2 y narrador comercial
- Lighth0use como Lynn Murray y la enfermera #2
- Bee "Fruitmasseuse" L. como Ruth Weaver y Reporter #1
- Izzsplash como narrador y enfermera n.° 1 de MCPD
- Emily Hannak como la recepcionista de la escuela.
- Aidan Elliott como operador Bythorne
- Christina Kister como Lola Adair
- Nolan David como narrador de PSA (Vol. 1.ª Edición restaurada)

### Texto a voz
- fasthub.net como Gabriel (Overthrone)
- Microsoft Sam como Narrador de Overthrone, The Intruder, Narrador de Sistemas de Alarma de Emergencia, Gabriel (Exposición)
- Microsoft Mike como narrador de anuncios de servicio público (Vol. 1.ª Edición original)
- Microsoft Mary como narradora de Vigila a tus hijos

## Recepción

### Audiencia
The Mandela Catalogue ganó popularidad a través de videoreacciones y análisis en YouTube, atrayendo rápidamente a una gran cantidad de seguidores. Sin embargo, algunos usuarios criticaron la excesiva dependencia de los tropos del terror analógico. El volumen 4 recibió críticas especiales por el uso de segmentos de acción real filmados con pantallas verdes. A algunos espectadores no les gustó la falta de realismo de estas escenas, mientras que Kister defendió su elección, argumentando que la falta de realismo tenía un propósito y buscaba crear una sensación de «valle inquietante».
En 2023, una tendencia de TikTok basada en The Mandela Catalog se hizo popular. Estos videos, que adoptan una estética similar a la de VHS, presentan a una persona que se da cuenta de que está siendo perseguida por su doppelgänger cuando suena el fragmento de sonido: «Si ves a otra persona que parece idéntica a ti, huye y escóndete».
En diciembre de 2023, el canal de YouTube de Kister alcanzó la cifra de 57 millones de vistas.
El 13 de marzo de 2024, Kister se vio envuelto en una controversia importante. Varios medios de difusión de contenido lo «funaron» tras ser acusado por múltiples víctimas de acoso y otras conductas sexuales inapropiadas. Las denuncias llevaron a la circulación pública de un documento titulado «Warning About Alex Kister».

### Recepción de la crítica
Dread Central elogió The Mandela Catalog como «el supremo ejemplo de cómo se ve y suena el terror analógico», destacando que «la sensación de inseguridad que surge de saber que tendrás miedo se manipula visualmente constantemente». Por otro lado, el periódico estudiantil de Ohio, The Post, comparó favorablemente su uso del valle inquietante como técnica de terror con The Walten Files Además, la serie recibió elogios por parte de GQ.
La revista TLK elogió la construcción del mundo de la serie pero criticó la actuación de voz «monótona», argumentando que restaba valor al tono general de The Mandela Catalog.

## Adaptaciones
Los juegos independientes Maple County (2021), Alternate Watch y Assessment Examination se inspiran en la serie. Maple County fue desarrollado por uno de los actores de voz de la serie, Thorne Baker, en 2021, antes de su participación en la serie. El juego se presenta como una cinta de entrenamiento interactiva del Departamento de Policía del Condado de Maple, donde los jugadores deben distinguir entre fotografías que representan personas alternativas y personas reales. Por otro lado, Mandela Invasion, creado por Broken Arrow Games, parte de la premisa de que los alternativos intentan invadir la casa del jugador.